# Sela Bosiljevska
Sela Bosiljevska – wieś w Chorwacji, w żupanii karlowackiej, w gminie Bosiljevo. W 2011 roku liczyła 69 mieszkańców.